# Nogueira do Cravo (Oliveira do Hospital)
Nogueira do Cravo is een plaats (freguesia) in de Portugese gemeente Oliveira do Hospital en telt 2289 inwoners (2001).